# Estudio General de Medios
Pour les articles homonymes, voir EGM.
Estudio General de Medios (abrégé EGM ; littéralement : « Études générales des médias »), est une société espagnole d'études de médias créée par l'Association pour l'investigation des moyens de communication (AIMC, Asociación para la Investigación de Medios de Comunicación). L'AIMC est une association espagnole de 160 entreprises de médias ou en relation avec ces médias : radio, télévision, presse, Internet et agences de publicités, et annonceurs.

## Méthodes
Les méthodes utilisées pour les études consistent en des entrevues personnelles dans les foyers de 43 000 personnes. En outre, EGM connaît le profil sociodémographique du public de chaque média et réalise des planifications dans les médias de campagnes publicitaires avec des logiciels tels que TOM Micro et Galileo.
Les médias contrôlés par EGM sont : la télévision, la radio, la presse quotidienne, les revues, les suppléments hebdomadaires, le cinéma, Internet ainsi que, depuis trois campagnes, le milieu « extérieur ».
En plus des travaux d'EGM proprement dit, l'AIMC réalise deux études spécifiques pour la radio et pour la presse écrite : EGM Radio XXI et EGM Prensa. Ces études sont réalisées à partir du fonds de l'EGM classique, à quoi s'ajoutent les résultats de 38 000 sondages téléphoniques pour la radio et 32 000 pour la presse.